# رنه لو گروه
رنه لو گروه (فرانسوی: René Le Grevès‎; ۶ ژوئیهٔ ۱۹۱۰ – ۲۵ فوریهٔ ۱۹۴۶) دوچرخه‌سوار اهل فرانسه بود.
وی در مسابقات کشوری و بین‌المللی در مجموع برندهٔ ۱ مدال نقره شده‌است.